# Талдыбулак (Кербулакский район)
Талдыбулак (каз. Талдыбұлақ, до 1999 г. — Калиновка) — село в Кербулакском районе Жетысуской области Казахстана. Административный центр Талдыбулакского сельского округа. Код КАТО — 194641100.

## Население
В 1999 году население села составляло 1405 человек (696 мужчин и 709 женщин). По данным переписи 2009 года, в селе проживали 1342 человека (688 мужчин и 654 женщины).